# Behamberg
Behamberg är en kommun  i Österrike. Den ligger i distriktet Amstetten i förbundslandet Niederösterreich, 140 kilometer väster om huvudstaden Wien. 
Kommunen består av fyra orter (Ortschaften) (inom parentes invånarantal 1 januari 2024):

- Badhof (343)
- Penz (inklusive ortsdelen Behamberg) (1 997)
- Ramingdorf (410)
- Wanzenöd (715)